# Timbres d'Algérie 1964
Cet article recense les timbres-poste d'Algérie émis en 1964 par l'administration des Postes.

## Généralités
Les émissions portent la mention « اَلْجُمهُورِيَّة اَلْجَزَائِرِيَّة اَلدِّيمُقرَاطِيَّة اَلشَّعبِيَّة » et  « البريد » en arabe qui veut dire République algérienne démocratique et populaire et Poste. En français il y a deux mentions  « Algérie » et  « Postes », une valeur faciale libellée en nouveau franc (NF).

## Liste des Timbres émis
| 032 | [[Fichier:\|180px]] | 0,50 Fête du travail Valeur faciale : 0,50 NF Tirage : 2 000 000 Date d'émission : 1er mai 1964 Dates de retrait : 1er février 1965 Dimensions : 22x36 Dentelure : 13 Dessinateur : Ali Ali-Khodja Imprimeur : Imprimerie PTT Paris |  | Description |

| 033 |  | 0,45 journée de l'Afrique Valeur faciale : 0,45 NF Tirage : 1 000 000 Date d'émission : 25 mai 1964 Dates de retrait : 1er février 1965 Dimensions : 36x22 Dentelure : 13 Dessinateur : Choukri Mesli Imprimeur : Imprimerie PTT Paris |  | Description |

| 034 |  | 0,25 Labours Valeur faciale : 0,45 NF Tirage : 51 700 000 Date d'émission : 1er juin 1964 Dates de retrait : 6 novembre 1971 Dimensions : 17x21 Dentelure : 13½ Dessinateur : Imprimeur : Imprimerie PTT Paris |  | Description |

| 035 | [[Fichier:\|180px]] | 0,20 Sauvegarde des monuments de Nubie Valeur faciale : 0,20 NF Tirage : 1 000 000 Date d'émission : 28 juin 1964 Dates de retrait : 1er février 1965 Dimensions : 48x27 Dentelure : 13 Dessinateur : Pierre Gandon Imprimeur : Imprimerie PTT Paris |  | Description |

| 036 | [[Fichier:\|180px]] | 0,30 Sauvegarde des monuments de Nubie Valeur faciale : 0,30 NF Tirage : 1 000 000 Date d'émission : 28 juin 1964 Dates de retrait : 1er février 1965 Dimensions : 48x27 Dentelure : 13 Dessinateur : René Cottet Imprimeur : Imprimerie PTT Paris |  | Description |

| 037 |  | 0,85 Faisceaux hertziens Alger-Annaba Valeur faciale : 0,85 NF Tirage : 1 000 000 Date d'émission : 30 août 1964 Dates de retrait : 1er février 1965 Dimensions : 36x22 Dentelure : 13 Dessinateur : Ali Ali-Khodja Imprimeur : Imprimerie PTT Paris |  | Description |

| 038 |  | 0,10 Mécanique Valeur faciale : 0,10 NF Tirage : 9 580 000 Date d'émission : 21 septembre 1964 Dates de retrait : 1er février 1965 Dimensions : 17x21 Dentelure : 13½ Dessinateur : Imprimeur : Imprimerie PTT Paris |  | Description |

| 039 | [[Fichier:\|180px]] | 0,05 Labours Valeur faciale : 0,05 NF Tirage : 9 580 000 Date d'émission : 25 septembre 1964 Dates de retrait : 15 novembre 1967 Dimensions : 17x21 Dentelure : 13½ Dessinateur : Imprimeur : Imprimerie PTT Paris |  | Description |

| 040 | [[Fichier:\|180px]] | 0,20 Reconstruction Valeur faciale : 0,20 NF Tirage : 3 100 000 Date d'émission : 25 septembre 1964 Dates de retrait : 15 novembre 1967 Dimensions : 17x21 Dentelure : 13½ Dessinateur : Imprimeur : Imprimerie PTT Paris |  | Description |

| 041 |  | 0,25 1re Foire internationale d'Alger Valeur faciale : 0,25 NF Tirage : 1 000 000 Date d'émission : 26 septembre 1964 Dates de retrait : 1er février 1965 Dimensions : 21x36 Dentelure : 13½ Dessinateur : Ahmed Benyahia Imprimeur : Imprimerie PTT Paris |  | Description |

| 042 |  | 0,30 Complexe d'Arzew Valeur faciale : 0,30 NF Tirage : 1 000 000 Date d'émission : 27 septembre 1964 Dates de retrait : 1er février 1965 Dimensions : 21x36 Dentelure : 13½x14 Dessinateur : Choukri Mesli Imprimeur : Imprimerie PTT Paris |  | Description |

| 043 |  | 0,25 Compagne de reboisement Valeur faciale : 0,25 NF Tirage : 2 000 000 Date d'émission : 29 novembre 1964 Dates de retrait : 19 novembre 1966 Dimensions : 21x36 Dentelure : 13½x14 Dessinateur : Imprimeur : Imprimerie PTT Paris |  | Description |

| 044 |  | 0,15 Charte des enfants Valeur faciale : 0,15 NF Tirage : 1 000 000 Date d'émission : 11 décembre 1964 Dates de retrait : 1er mars 1965 Dimensions : 21x36 Dentelure : 13½x14 Dessinateur : Choukri Mesli Imprimeur : Imprimerie PTT Paris |  | Description |